# 3946 Шор
3946 Шор (3946 Shor) — астероїд головного поясу, відкритий 5 березня 1983 року.
Тіссеранів параметр щодо Юпітера — 3,212.